# Chasmina fasciculosa
Chasmina fasciculosa là một loài bướm đêm trong họ Noctuidae.